# Риск — благородное дело
«Риск — благородное дело» — советский художественный фильм режиссёра Якова Сегеля.
В фильме участвуют многие известные актёры и режиссёры, играющие самих себя.

## Сюжет
Спортсмен-десятиборец Юрий Русанов (Александр Михайлов) уходит из большого спорта. В тот же день он получает приглашение на съёмки фильма в качестве каскадёра. Сомневаясь вначале, Русанов соглашается. А вскоре появляется и другая причина, помимо работы, удерживающая его на студии, — любовь.
Работая в кино, Русанов проходит путь от каскадёра до самостоятельного актёра, и вот уже для исполнения одной из ролей ему самому понадобился каскадёр.

## В ролях
- Александр Михайлов — Юрий Русанов, спортсмен-десятиборец, позже — каскадёр и киноактёр
- Лилиана Алешникова — Лена Алексеева, ассистент кинорежиссёра
- Вадим Захарченко — Леонид Михайлович Альтов, кинорежиссёр
- Александр Лазарев — Евгений Листов, киноартист, заслуженный артист республики
- Николай Сергеев — Николай Васильевич, настройщик фортепиано
- Марина Дюжева — Наташа, сестра Юрия Русанова
- Наталья Мартинсон — Люда Краснушникова, начинающая киноактриса
- Виктор Шульгин — Виктор Сергеевич, тренер Юрия Русанова
- Ольга Маркина — Алла Шмыг, гримёр
- Семён Фарада — Леван Когия, оператор
- Зинаида Сорочинская — Лидия Ивановна Родина, монтажёр[1]
- Тынчтыкбек Дулатов — Тынчтыкбек, студент консерватории, жених Наташи
- Александр Вокач — кинорежиссёр
- Руфина Нифонтова — актриса, жена кинорежиссёра
- Владимир Грамматиков — корреспондент
- Николай Корноухов — спортивный болельщик на стадионе
- Сергей Плотников — Пётр Струнин (дядя Петя), дворник, бывший спортсмен
- Играют сами сабя: Евгений Моргунов, Люсьена Овчинникова, Леонид Каневский, Эльза Леждей, Владимир Гусев, Эдуард Бочаров, Марк Донской, Леонид Гайдай, Эльдар Рязанов.[источник не указан 306 дней]

## Критика
Первая главная роль актёра Александра Михайлова, «открывшая» его кинозрителям; однако сам актёр своим «первым» фильмом называл снятый в том же году фильм «Приезжая».

Перелом начался в 1978 году, когда саратовский актёр снялся сразу в двух картинах «Риск — благородное дело» и «Приезжая». Теперь уже, безусловно, Михайлова открыли, признали и полюбили зрители не только Волжского театрального зала, но и Голубых экранов— Звезды Малого театра / Борис Михайлович Поюровский. — М.: АСТ-Пресс книга, 2002. — 335 с. — стр. 233

В фильме «Риск дело благородное» Михайлов сыграл более сложную роль Юрия Русанова, за внешней победительностью которого скрывалась драма поражения (заметим, что эту тему можно назвать одной из ведущих в творчестве актера Михайлова). Кстати, вполне в соответствии с названием фильма Михайлов здесь без дублёра исполнял сложнейшие трюки.— Кино России: актерская энциклопедия, Том 2. — М.: Материк, 2002. — 225 с. — стр. 123